# Vadzim Dzmitrijevics Zsuk
Vadzim Dzmitrijevics Zsuk (belaruszul: Вадзім Дзьмітрыевіч Жук; Mir, 1952. május 20. –) fehérorosz nemzetközi labdarúgó-játékvezető. Polgári foglalkozása: nemzeti játékvezetők koordinálása (küldő).

## Pályafutása

### Nemzeti játékvezetés
A Szovjetunióban szerezte meg a bírói vizsgát. 1990-től belarusz játékvezető. 1984-ben lett az I. Liga játékvezetője. Az aktív nemzeti játékvezetéstől 1998-ban vonult vissza.

### Nemzetközi játékvezetés
A Szovjet Labdarúgó-szövetség Játékvezető Bizottsága (JB) 1988-ban terjesztette fel nemzetközi játékvezetőnek, a Nemzetközi Labdarúgó-szövetség (FIFA) bíróinak keretébe. 1990-től a Fehérorosz labdarúgó-szövetség kötelékében folytatta nemzetközi szolgálatát. Több nemzetek közötti válogatott és klubmérkőzést vezetett. UEFA besorolás szerint a „mester” kategóriába tevékenykedett. A fehérorosz nemzetközi játékvezetők rangsorában, a világbajnokság-Európa-bajnokság sorrendjében többedmagával az 1. helyet foglalja el 12 találkozó szolgálatával. Az aktív nemzetközi játékvezetéstől 1998-ban a FIFA JB 45 éves korhatárát elérve búcsúzott.

#### Világbajnokság

##### Női labdarúgó-világbajnokság
Az 1991-es női labdarúgó-világbajnokságot Kínában rendezték, ahol a FIFA JB bíróként foglalkoztatta.
| Időpont            | Helyszín                 | Mérkőzés típusa        | Mérkőzés                  | Eredmény | Nézők száma |
| ------------------ | ------------------------ | ---------------------- | ------------------------- | -------- | ----------- |
| 1991. november 19. | Ying Dong Stadion, Panyu | selejtező (B. csoport) | Brazília–Egyesült Államok | 0 : 5    | 15 500      |
| 1991. november 21. | Ying Dong Stadion, Panyu | selejtező (A. csoport) | Norvégia–Dánia            | 2 : 1    | 15 500      |
| 1991. november 30. | Tianhe Stadion, Kanton   | döntő                  | Norvégia–Amerika          | 1 : 2    | 63 000      |

---
A világbajnoki döntőhöz vezető úton Olaszországba a XIV., az 1990-es labdarúgó-világbajnokságra, az Egyesült Államokba a XV., az 1994-es labdarúgó-világbajnokságra, valamint Franciaországba a XVI., az 1998-as labdarúgó-világbajnokságra a FIFA JB bíróként alkalmazta.

##### 1990-es labdarúgó-világbajnokság

###### Selejtező mérkőzés
| Időpont             | Helyszín                   | Mérkőzés típusa           | Mérkőzés             | Eredmény | Nézők száma |
| ------------------- | -------------------------- | ------------------------- | -------------------- | -------- | ----------- |
| 1988. augusztus 31. | Olimpiai Stadion, Helsinki | előselejtező (4. csoport) | Finnország–NSZK      | 0 : 4    | 31 693      |
| 1989. június 14.    | Ullevaal Stadion, Oslo     | előselejtező (5. csoport) | Norvégia–Jugoszlávia | 1 : 2    | 22 740      |

##### 1994-es labdarúgó-világbajnokság

###### Selejtező mérkőzés
| Időpont             | Helyszín                         | Mérkőzés típusa           | Mérkőzés               | Eredmény | Nézők száma |
| ------------------- | -------------------------------- | ------------------------- | ---------------------- | -------- | ----------- |
| 1992. szeptember 9. | Olimpiai Stadion, Helsinki       | előselejtező (6. csoport) | Finnország–Svédország  | 0 : 1    | 13 617      |
| 1992. október 14.   | Parc des Princes stadion, Párizs | előselejtező (6. csoport) | Franciaország–Ausztria | 2 : 0    | 39 186      |
| 1993. június 6.     | Svangaskard Stadion, Toftir      | előselejtező (4. csoport) | Feröeri-szigetek–Wales | 0 : 3    | 4 209       |
| 1993. október 13.   | Park Stadion, Koppenhága         | előselejtező (3. csoport) | Észak-Írország–Dánia   | 1 : 0    | 40 242      |

##### 1998-as labdarúgó-világbajnokság

###### Selejtező mérkőzés
| Időpont             | Helyszín                   | Mérkőzés típusa           | Mérkőzés            | Eredmény | Nézők száma |
| ------------------- | -------------------------- | ------------------------- | ------------------- | -------- | ----------- |
| 1997. június 7.     | Gradski Stadion, Szkopje   | előselejtező (8. csoport) | Macedónia–Izland    | 1 : 0    | 10 000      |
| 1997. augusztus 20. | Olimpiai Stadion, Helsinki | előselejtező (3. csoport) | Finnország–Norvégia | 0 : 0    | 35 520      |

#### Európa-bajnokság
Az európai-labdarúgó torna döntőjéhez vezető úton Angliába a X., az 1996-os labdarúgó-Európa-bajnokságra az UEFA JB játékvezetőként foglalkoztatta.

##### Selejtező mérkőzés
| Időpont             | Helyszín                       | Mérkőzés típusa           | Mérkőzés                 | Eredmény | Nézők száma |
| ------------------- | ------------------------------ | ------------------------- | ------------------------ | -------- | ----------- |
| 1994. november 12.  | Steaua Stadion, Bukarest       | előselejtező (1. csoport) | Románia–Szlovákia        | 3 : 2    | 20 000      |
| 1995. szeptember 6. | Roi Baudouin Stadion, Brüsszel | előselejtező (2. csoport) | Dánia–Belgium            | 1 : 3    | 39 627      |
| 1995. december 13.  | Anfield Stadion, Liverpool     | rájátszás                 | Hollandia–Észak-Írország | 0 : 2    | 41 000      |

##### Európa-bajnoki mérkőzés
| Időpont          | Helyszín                   | Mérkőzés típusa              | Mérkőzés                    | Eredmény | Nézők száma |
| ---------------- | -------------------------- | ---------------------------- | --------------------------- | -------- | ----------- |
| 1996. június 15. | Elland Road Stadion, Leeds | csoportmérkőzés (B. csoport) | Franciaország–Spanyolország | 1 : 1    | 35 626      |

#### Nemzetközi kupamérkőzések
Vezetett Kupa-döntők száma: 1.

##### UEFA-kupa
| Időpont         | Helyszín                        | Mérkőzés típusa        | Mérkőzés                             | Eredmény | Nézők száma |
| --------------- | ------------------------------- | ---------------------- | ------------------------------------ | -------- | ----------- |
| 1996. május 15. | Stade du Parc Lescure, Bordeaux | döntő második mérkőzés | Girondins Bordeaux–FC Bayern München | 1 : 3    | 36 000      |

## Szakmai sikerek
Az IFFHS (International Federation of Football History & Statistics) 1987-2011 évadokról tartott nemzetközi szavazásán 151, játékvezető besorolásával minden idők 75, legjobb bírójának rangsorolta, holtversenyben Günter Benkö, Serge Muhmenthaler társaságában. A 2008-as szavazáshoz képest 11 pozíciót hátrább lépett.

## Magyar vonatkozás
| Időpont           | Helyszín                 | Mérkőzés típusa | Mérkőzés             | Eredmény | Nézők száma |
| ----------------- | ------------------------ | --------------- | -------------------- | -------- | ----------- |
| 1992. április 29. | Avanhard Stadion, Ungvár | barátságos      | Ukrajna–Magyarország | 1 : 3    | 11 000      |